# Al MacKenzie
Alphonso "Al" MacKenzie, detto "Mack", è un personaggio dei fumetti creato da Bob Harras (testi) e Paul Neary (disegni), pubblicato dalla Marvel Comics. La sua prima apparizione avviene in Nick Fury vs. S.H.I.E.L.D. (vol. 1) n. 3 (agosto 1988).

## Biografia del personaggio
Nato a Austin, Texas, Mack è stato un agente della CIA divenuto poi collegamento tra essa e lo S.H.I.E.L.D.. Nel momento in cui Madame Hydra e i Deltite prendono il controllo dello S.H.I.E.L.D., Nick Fury si affida a Mack, Alexander Pierce e la contessa Valentina Allegra de la Fontaine per riconquistare l'organizzazione. Nel corso della missione tuttavia, l'uomo intreccia una relazione con la contessa, cosa che provoca numerose tensioni con Fury.
Successivamente diviene a tutti gli effetti un agente dello S.H.I.E.L.D., ma l'attrito tra lui e Fury lo porta a lasciare l'agenzia spionistica ed a pubblicare un libro: "UnSHIELDed: an Unauthorized Insider's Look Behind the World's Most Powerful Global Spy Network", dove rivela alcuni dei segreti più nascosti dello S.H.I.E.L.D..
Da allora diviene un informatore ricorrente di Ben Urich, aiutando lui e Jessica Jones a smascherare una missione non autorizzata di Fury a Latveria.

## Poteri e abilità
Mack è un grande esperto di spionaggio ed un agente finemente addestrato dalla CIA sia nel combattimento corpo a corpo che nell'uso delle armi da fuoco.

## Altri media
- Al MacKenzie, interpretato da Henry Simmons, compare nella serie televisiva Agents of S.H.I.E.L.D.[7]. In tale versione egli è un meccanico dello S.H.I.E.L.D. reclutato da Coulson nella sua missione di ricostruzione dell'agenzia e, a differenza della controparte cartacea, è afroamericano. Dotato di notevole forza e prestanza fisica viene sempre più gradualmente introdotto alle missioni sul campo, e dopo la morte di Phil Coulson (ventiduesima puntata della quinta stagione) assume la carica di nuovo direttore dello S.H.I.E.L.D..